# 1917 no jornalismo
Nesta página encontrará referências aos acontecimentos directamente relacionados com o jornalismo ocorridos durante o ano de 1917.

## Nascimentos
| Data         | Nome         | Profissão                                | Nacionalidade | Observações | Ref |
| ------------ | ------------ | ---------------------------------------- | ------------- | ----------- | --- |
| 1 de janeiro | David Nasser | jornalista e músico                      | Brasil        | m. 1980     |     |
| 24 de junho  | John Willett | professor, jornalista e director teatral | Reino Unido   | m. 2002     |     |

## Mortes
| Data           | Nome                            | Profissão                                         | Nacionalidade                              | Observações | Ref |
| -------------- | ------------------------------- | ------------------------------------------------- | ------------------------------------------ | ----------- | --- |
| 24 de janeiro  | Manoel Solon Rodrigues Pinheiro | jornalista e político                             | Brasil                                     | n. 1864     |     |
| 29 de março    | Alberto Torres                  | político e jornalista                             | Brasil                                     | n. 1865     |     |
| junho          | Carlos de Faria e Melo          | escritor, jornalista, político e diplomata        | Reino Unido de Portugal, Brasil e Algarves | n. 1849     |     |
| 15 de novembro | John W. Foster                  | diplomata, oficial militar, advogado e jornalista | Estados Unidos                             | n. 1836     |     |